# Cymbacephalus staigeri
Cymbacephalus staigeri är en fiskart som först beskrevs av Castelnau, 1875.  Cymbacephalus staigeri ingår i släktet Cymbacephalus och familjen Platycephalidae. Inga underarter finns listade i Catalogue of Life.